# 82.ª Escuela Mixta Experimental Superior
La 82ª Escuela Mixta Experimental Superior (Flug-Zeug-Führer-Schule A/B. 82) fue una unidad militar de la Luftwaffe de la Alemania nazi.

## Historia
Formada el 1 de abril de 1938 en Quakenbrück como FFS E (A/B) Quakenbrück (desde el Centro de Entrenamiento Aéreo en Quakenbrück, formada en 1936). El 1 de abril de 1939 como el 82° Regimiento de Entrenamiento Aéreo, adherida al 82° Regimiento de Entrenamiento Aéreo. El 1 de octubre de 1941 es redesignado a la 82° Escuela Mixta Experimental Superior. Disuelta el 31 de julio de 1942, y fue principalmente adherida por el FFS C 9. Utilizó las siguientes aeronaves: Bü 131, C.445, Fw 44, NA-57 y otros.

## Comandantes
- Capitán Schmid – (1937 – 1937).
- Teniente coronel Wilhelm Branning – (diciembre de 1939 – marzo de 1940).
- Teniente coronel Max Bauer – (marzo de 1940 – 31 de julio de 1941).
- Teniente coronel Josef Büsges – (1 de agosto de 1941 – 31 de julio de 1942).

## Bases
| 1936 – 4 de septiembre de 1939                   | Quakenbrück*      |
| 4 de septiembre de 1939 – 1 de noviembre de 1939 | Bernburg**        |
| 1 de noviembre de 1939 – 1 de octubre de 1941    | Cottbus***        |
| 1 de octubre de 1941 – 31 de julio de 1942       | Pretzsch/Elbe**** |

1*Aeródromos Satelitar: Vechta, Plantlünne

2**Aeródromos Satelitar: Zerbst

3***Aeródromos Satelitar: Neuhausen, Bronkov, Briesen

4***Aeródromo Satelitar: Briesen